# Lawson Duncan
Lawson Duncan (n, 26 de octubre de 1964) es un jugador estadounidense de tenis. Su mejor posición en el ranking de individuales fue el Nº47 en mayo de 1985. En 1989 llegó a la cuarta ronda de Roland Garros.